# Skinnaränget
Skinnaränget este o arie protejată (arie specială de conservare — SAC, sit de importanță comunitară — SCI) din Suedia întinsă pe o suprafață de 88,6 ha, integral pe uscat.

## Localizare
Centrul sitului Skinnaränget este situat la coordonatele 61°06′21″N 14°45′55″E / 61.1059°N 14.7652°E.

## Înființare
Situl Skinnaränget a fost declarat sit de importanță comunitară în mai 2001 pentru a proteja 2 specii de animale. Situl a fost protejat și ca arie specială de conservare în martie 2011.

## Biodiversitate
Situată în ecoregiunea boreală, aria protejată conține 8 habitate naturale: Mlaștini împădurite, Cursuri de apă de la nivel de câmpie la nivel montan, cu vegetație Ranunculion fluitantis și Callitricho-Batrachion, Mlaștini turboase de tranziție și turbării mișcătoare, Pajiști aluvionare boreale nordice, Păduri aluvionare cu Alnus glutinosa și Fraxinus excelsior (Alno-Padion, Alnion incanae, Salicion albae), Păduri de conifere pe eskere fluvioglaciare sau legate la acestea, Taiga vestică, Turbării Aapa.
La baza desemnării sitului se află mai multe specii protejate:
- mamifere (1): vidră de râu (Lutra lutra)
- pești (1): zglăvoacă (Cottus gobio)